# Iunia Claudilla
Iunia Claudilla (vagy Iunia Claudia; † i. sz 34, 36 vagy 37), Caligula római császár első felesége volt, aki meghalt még férje trónra lépése előtt.

## Élete
Apja Marcus Iunius Silanus volt, egy tekintélyes római szenátor, Tiberius császár közeli barátja. Nővére, Iunia Silana Caligula húgának, Agrippinának volt a barátnője. Egyes feltételezések szerint anyja a Claudia gensből származott és talán Tiberiusnak is rokona volt. Más vélemények szerint apján keresztül volt Tiberius rokona. Valószínűleg közeli rokonságába tartozott Appius Iunius Silanus, akit később Messalina gyilkoltatott meg.

### Házassága
Caligulával való házassága Tiberius kezdeményezésére történt. A császár választásának háttere nem ismert. Caligula bátyjai a császári dinasztiából házasodtak, így - bár a menyasszony tekintélyes arisztokrata családból származott - ennek a dinasztikus kapcsolatnak kisebb volt a presztízse. Talán már nem maradt megfelelő korú és rangú lány a számára és Tiberius nem akarta valamelyik bátyja özvegyével összeházasítani. Az is felmerülhet, hogy - lévén Silanus Tiberius hű támogatója - így akarta jobban ellenőrzése alá vonni a trónörökös Caligulát.
Az esküvőre Antiumban került sor vagy 31-ben (Seianus kegyvesztett lett) vagy 33-ban (amikor a volt császári kegyenc valamennyi támogatójával leszámoltak) Utóbbi esetben a ceremóniára július közepe és augusztus közepe között kerülhetett sor. Az eseményen maga Tiberius is részt vett, ami nagy megtiszteltetés volt, mert az öreg császár ideje nagy részét Caprin töltötte. Claudilla valószínűleg követte férjét, aki szintén a Capri-beli császári palotákban lakott.

### Halála
Claudilla első szülésébe mind ő, mind a gyermeke belehalt. Halálának éve nem ismert, feltételezések szerint 34-ben, 36-ban, vagy 37 elején történhetett. Cassius Dio szerint Caligula még előtte elvált tőle, más történetírók azonban nem erősítik meg ezt az állítását.
A rendelkezésre álló források alapján nehéz megítélni halálának hatását Caligulára, aki a jelek szerint csak ezután kezdte el viszonyát Ennia Thrasyllával, Macro testőrparancsnok feleségével. Dio és Tacitus is azt állítja, hogy Macro maga mutatta be neki a feleségét, így feltételezhető, hogy a testőrparancsnok Caligula esendő lelkiállapotát akarta kihasználni, hogy Ennia vigasztalása által befolyást szerezzen az ifjú trónörökös felett.
Egyes, nem megbízható ókori források szerint Caligula azért utasította öngyilkosságra apósát 37-ben, hogy Claudillának fájdalmat okozzon.
Claudilla arcképével nem bocsátottak ki pénzérméket, mivel még azelőtt meghalt, hogy férje trónra lépett volna (bár hamis pénzeken szerepelt).

## Fordítás
- Ez a szócikk részben vagy egészben  a   Junia Claudilla című angol Wikipédia-szócikk ezen változatának fordításán alapul.  Az eredeti cikk szerkesztőit annak laptörténete sorolja fel. Ez a jelzés csupán a megfogalmazás eredetét és a szerzői jogokat jelzi, nem szolgál a cikkben szereplő információk forrásmegjelöléseként.